# سیارک ۳۲۲۰۰
سیارک ۳۲۲۰۰ (به انگلیسی: 32200 Seiicyoshida، نامگذاری:2000OT2) سی و دو هزار و دویستمین سیارک کشف شده‌است که در ۲۸ ژوئیه ۲۰۰۰ کشف شد.